# 海明 (德国)
海明（德語：Haiming，發音：[ˈhaɪmɪŋ]）是德国巴伐利亚州上巴伐利亚行政区旧厄廷县的市镇，面积28.73平方千米，2023年12月31日人口为2,527人。